# Antonio de Zamora
Antonio de Zamora (Madrid, 1 de novembre de 1660 - Ocaña, 7 de desembre de 1727) va ser un dramaturg espanyol.
El 1689 era ja oficial de la Secretaria d'Índies a la secció de Nova Espanya. Va ser amic del dramaturg Francisco Antonio de Bances Candamo, a qui va substituir com a poeta oficial de la Cort des de 1694; el 1696 l'Ajuntament de Madrid li va encarregar la composició dels Jeroglífics per al túmul de la reina mare senyora Mariana, en les exequias que en va celebrar, el 19 de maig, al convent de Santo Domingo el Real. El 1698 va arribar a ser gentilhome de cambra del rei Carlos II.
L'Ajuntament li va encomanar a més les inscripcions per al cadafal d'aquest rei a l'església referida, i va compondre la Fúnebre nombrosa descripció d'aquestes Exequias, tota en vers, com ja ho indica el seu afectat títol. I finalment, per a les honres del sereníssim senyor Lluís de Borbó, príncep hereu de França, pare de Felipe V, va escriure per igual comissió els Jeroglífics l'any de 1711.

Partidari dels Borbons durant la Guerra de Successió, va haver d'amagar-se dels proaustríacs. Va celebrar l'entrada de Felipe V a Madrid el 1717 amb l'auto sacramental El plet matrimonial del cos i l'ànima (1701), que ampliava un altre precedent de Pedro Calderó de la Barca, l'escola dramàtica de la qual va seguir; també va celebrar aquest esdeveniment en un romanç heroic titulat Epinicio mètric, Prosphonema nombrós. La sarsuela Tot ho venç l'amor va ser composta per a celebrar el naixement de Lluís I de Castella el 1707 i es va representar al Coliseu del Bon Retiro amb música d'Antonio de Literes; el seu dramma musical Angèlica i Medoro va ser representat amb motiu del casament del senyor Luis.

## Tasca
Va conrear els gèneres dramàtics habituals llavors: comèdies religioses i de sants (Judas Iscariote, L'estel de Madrid i diví llaurador sant Isidre, La fona de David), comèdies històriques (Cadascú és un llinatge diferent La poncella d'Orleans, La defensa de Tarifa, La destrucció de Tebas) i comèdies de figurón, on va destacar especialment per Don Domingo de don Blas i Don Bruno de Calahorra, però sobretot per L'encisat a la força, estrenada el 1698 i una de les seves comèdies més famoses, on se satiritza al neci don Claudio; en ella, i a l'estil de Molière, dibuixa un personatge que posseeix més vicis que virtuts, comunes a una classe social poderosa per economia, rang i la seva presumpta superioritat moral; a l'obra, la seva negativa a casar-se impedeix de retruc el matrimoni de la seva germana, i la seva actitud prepotent, preassenyada i capritxosa fa anar de cul els seus servents, els seus amics i el seu metge. A la resta dels personatges que l'envolten no els queda cap altre remei que ordir una trama d'enganys en la que li fan creure que està encisat i que morirà si no es casa. Per a això se serveixen de tots els mitjans al seu abast. Va ser l'obra més famosa de la seva època i va estar representant-se durant segle i mig. Una altra de les seves obres de més èxit va ser No hi ha termini que no es compleixi ni deute que no es pagui o convidat de pedra, que tracta de la llegenda del don Juan, peça menys subtil que la de Tirso de Molina i una mica més realista que la de José Zorrilla, car no deixa el final obert al dubte com aquest. Es va estar representant durant les festes de difunts de tots els anys fins que va ser substituïda per l'obra de Zorrilla.
A Zamora li van atreure a més els temes costumistes i fantàstics (dins d'aquests últims, va ser molt popular la seva comèdia de màgia El màgic de Salerno). Va conrear així mateix la sarsuela, que ell anomenava dramma musical; el seu llibret per a Vent és la fortuna d'amor tenia música de José de Nebra; per a aquesta mena d'obres va preferir el tema mitològic.
Les seves obres dramàtiques, amb el títol de «Comèdies noves», es van editar en 4 volums a Madrid, 1722 (Comèdies Noves amb els mateixos saynetes amb què s'executaren) i Madrid, 1744 «Comèdies del senyor Antonio de Zamora gentil-home que va ser de la casa del seu magestad, i el seu oficial de la Secretaria d'Índies, part de Nova Espanya». Els seus entremesos representen una transició cap al populisme dels de Ramón de la Cruz.